# Robert Aliaj Dragot
Robert Aliaj, né le 18 février 1960 à Tirana, est un artiste visuel et chanteur albanais, vivant entre Tirana et Bruxelles. Son travail est reconnu pour son approche interdisciplinaire mêlant arts visuels, performance, multimédia et engagement sociopolitique.

## Biographie
Issu d'une famille d'artistes, Robert Aliaj a étudié la peinture au Lycée artistique Jordan Misja de Tirana. À la chute du régime communiste, il émigre avec sa famille en Grèce puis s’installe définitivement à Bruxelles, en Belgique.
Dans les années 1980 et 1990, il alterne peinture et musique pop, avant de se consacrer pleinement aux arts visuels. Il développe un langage artistique critique abordant les mutations sociales, les identités migrantes, la mémoire post-communiste et les paradoxes de l’art contemporain.
Depuis Bruxelles, il produit des œuvres aux formats variés : peinture, performance, installation, vidéo, art sonore et photographie. Il est aussi intervenant sur des thématiques culturelles dans les médias albanais.
Il est marié à la traductrice Mimoza Dino. Leur fille Gala Dragot est chanteuse, leur fils Krist est peintre.

## Carrière artistique
Les œuvres de Robert Aliaj Dragot ont été exposées à l’international :
- Musée d’art de Szczecin, Pologne (2006, 2009)
- Biennale de Venise, 53e édition (2009)
- Triennale de l’image élargie, Belgrade (2013)
- Musée de la vie wallonne, Belgique (2016)
- COD – Centre pour l'ouverture et le dialogue, Tirana – Inevitable (2021)
- Action Field Kodra, Thessalonique, Grèce (2008)
- Église San Paolo, Modène, Italie (2005)
- Galerie nationale des arts, Tirana (2004) – Discrete Elements

Ses œuvres notables incluent :
- Les Deux Moitiés (2007)
- Spring & Stalin (2008)
- Punch Me (2013)
- Homomigratus (2016)
- Tirana Horizontale (2017)

## Activités musicales
Parallèlement à sa carrière artistique, il a participé à de nombreux festivals de musique en Albanie :
- Festivali i Këngës (1987, 1989, 1990, 1992)
- Kur Vjen Pranvera (1989, 1990)
- Kënga Magjike 2018 avec la chanson Ah ku më hodhi Zoti

## Thèmes et esthétique
Le travail de Robert Aliaj Dragot interroge la politique, l'identité, la société de consommation et les valeurs traditionnelles. Il pratique une esthétique de la provocation, du détournement et du symbolisme visuel.
Il utilise fréquemment des références à la culture albanaise contemporaine, tout en inscrivant ses œuvres dans des problématiques globales, telles que les migrations, le pouvoir, la sexualité et la mémoire.